# Kon-Tiki (2012)
Kon-Tiki is een historische dramafilm uit 2012, gebaseerd op de Kon-Tiki-expeditie uit 1947 van Thor Heyerdahl. 
Het was de duurste Noorse film die tot dan toe was gemaakt en was in 2012 de best bezochte film in Noorwegen. De film werd genomineerd voor een Academy Award voor beste niet-Engelstalige film tijdens de 85ste Oscaruitreiking en genomineerd voor beste buitenlandse film tijdens de 70e Golden Globe Awards. Het was de eerste keer dat een Noorse film genomineerd werd voor zowel een Oscar als een Golden Globe.

## Inhoud
De film vertelt een gedramatiseerde versie van het verhaal van de Kon-Tiki-expeditie die Thor Heyerdahl ondernam met vijf bemanningsleden. Met een vlot van balsahout wilde hij aantonen dat de Inca's Polynesië kunnen hebben gekoloniseerd. Na drie maanden komen ze aan op Raroia. 

## Rolverdeling
- Pål Sverre Valheim Hagen als Thor Heyerdahl
- Anders Baasmo Christiansen als Herman Watzinger
- Tobias Santelmann als Knut Haugland
- Gustaf Skarsgård als Bengt Danielsson
- Odd-Magnus Williamson als Erik Hesselberg
- Jakob Oftebro als Torstein Raaby
- Agnes Kittelsen als Liv Heyerdahl
- Manuel Cauchi als Jose Bustamente
- Richard Trinder als Løytnant Lewis

## Taal
Van de film werden twee versies uitgebracht, een in het Noors en een in het Engels. De scènes van de film werden tweemaal opgenomen: eenmaal in het Noors en vervolgens in het Engels.